# Valerij Vladimirovič Poljakov
Valerij Vladimirovič Poljakov (in russo: Валерий Владимирович Поляков) (Tula, 27 aprile 1942 – Mosca, 19 settembre 2022) è stato un cosmonauta e medico russo.
Detiene il record di volo spaziale più lungo quando rimase a bordo della Mir per più di 14 mesi (437 giorni 18 ore) fra il 1994 e il 1995.